# Hans-Josef Blumensatt

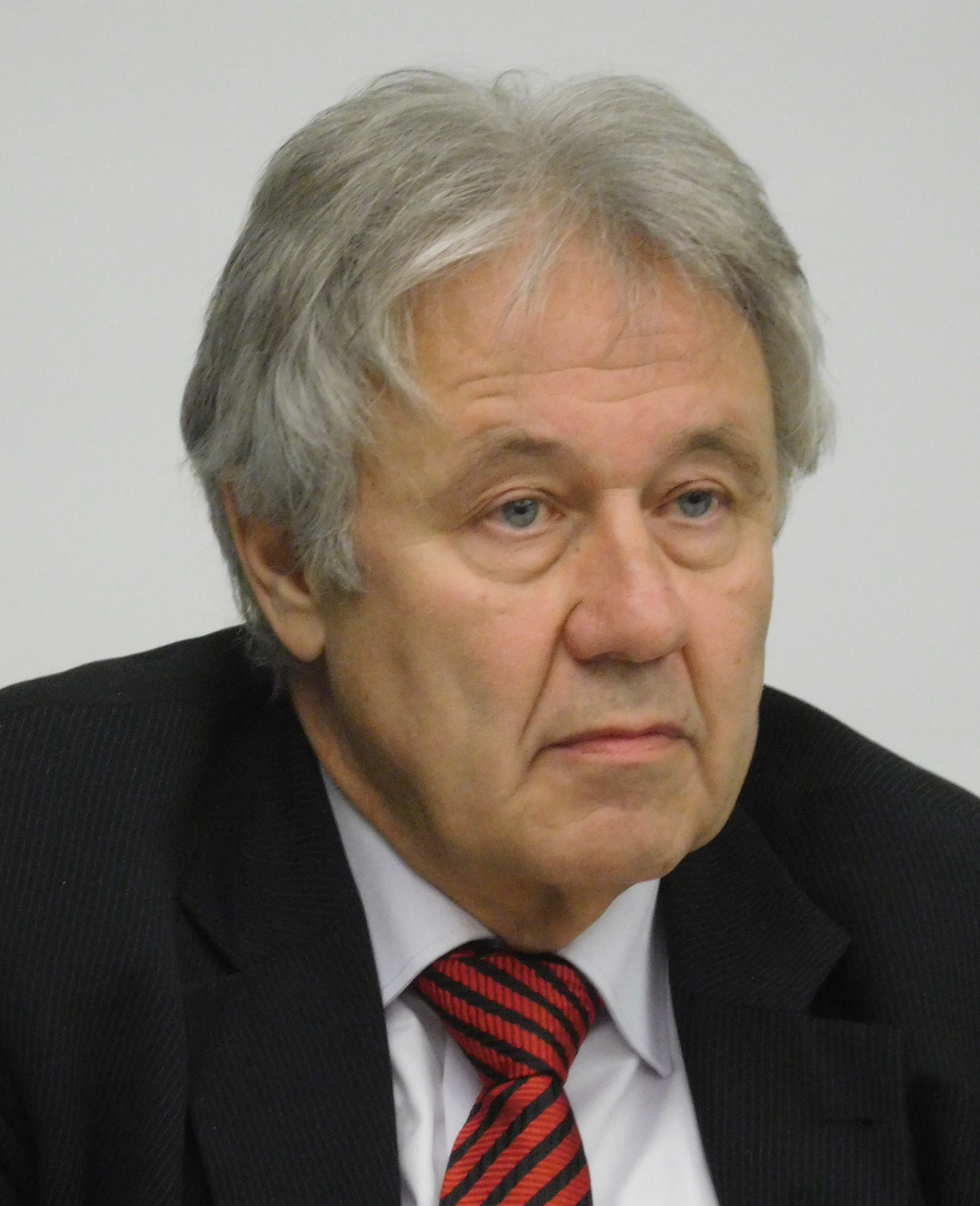
Hans-Josef Blumensatt, 2016 in der Frankfurter Universität

Hans-Josef Blumensatt (* 19. Mai 1950 in Erbach) ist ein deutscher Jurist und ehemaliger hessischer Generalstaatsanwalt.

## Leben
Blumensatt wurde am 19. Mai 1950 in Erbach (Rheingau) geboren. Nach Abitur in Geisenheim und Wehrdienst studierte er ab 1970 an der Johannes Gutenberg-Universität Mainz Jura und legte dort auch 1975 sein erstes juristisches Staatsexamen ab. Nach einem Referendariat im Landgerichtsbezirk Wiesbaden folgte im Dezember 1977 das zweite Staatsexamen.
Im Jahr 1978 wurde er zum Richter und im September 1980 zum Staatsanwalt bei der Staatsanwaltschaft Darmstadt ernannt. Im Januar 1981 wurde er zur Staatsanwaltschaft Wiesbaden versetzt. Im September 1984 wurde er als Referent in der Strafrechtsabteilung zum Hessischen Justizministerium abgeordnet. Im April 1988 wurde er zum Regierungsdirektor und im Jahre 1990 zum Ministerialrat ernannt. Von November 1990 bis Januar 1991 war er für das Thüringer Justizministerium Leiter einer Arbeitsgruppe zum Neuaufbau der Strafgerichtsbarkeit in Thüringen. Im November 1990 folgte die Ernennung zum Oberstaatsanwalt als Abteilungsleiter bei der Staatsanwaltschaft Wiesbaden, im Jahr 1999 eine zweite Abordnung an das Hessische Justizministerium als Referatsleiter in der Abteilung Justizvollzug. Im Jahr 2000 wurde er Leitender Oberstaatsanwalt als Leiter der Staatsanwaltschaft Wiesbaden. Am 1. Februar 2009 löste er Dieter Anders als Generalstaatsanwalt ab und wurde Leiter der Generalstaatsanwaltschaft Frankfurt am Main. Am 1. Oktober 2015 ging Hans-Josef Blumensatt in den Ruhestand, sein Nachfolger wurde Helmut Fünfsinn.
Blumensatt ist verheiratet und hat zwei Kinder.

## Kontroverse
In einem Justizskandal in Hessen spielte Hans-Josef Blumensatt eine äußerst fragwürdige Rolle. Während seiner Amtszeit wurden die üblichen Kontrollen der Rechnungslegung vernachlässigt. In einem Sonderbericht stellt der hessische Rechnungshof der Generalstaatsanwaltschaft ein vernichtendes Urteil aus. Zitat: „Keine der für die Behörde vorgeschriebenen Geschäftsprüfungen habe je stattgefunden.“ Die Frankfurter Rundschau schreibt: „Er selbst als Behördenleiter habe nie eine Kostenrechnung zu sehen bekommen und entschieden, die Abläufe so zu handhaben wie sein Vorgänger.“